# Macrobiotus anderssoni
Macrobiotus anderssoni är en djurart som tillhör fylumet trögkrypare, och som beskrevs av Ferdinand Richters 1908. Macrobiotus anderssoni ingår i släktet Macrobiotus och familjen Macrobiotidae. Inga underarter finns listade i Catalogue of Life.